# Piper PA-30 Twin Comanche
El Piper PA-30 Twin Comanche es un avión monoplano de cabina bimotor estadounidense, diseñado y conatruidos por Piper Aircraft. Era un desarrollo bimotor del monomotor PA-24 Comanche. Una variante con hélices contrarrotativas fue designada Piper PA-39 Twin Comanche C/R.

## Desarrollo

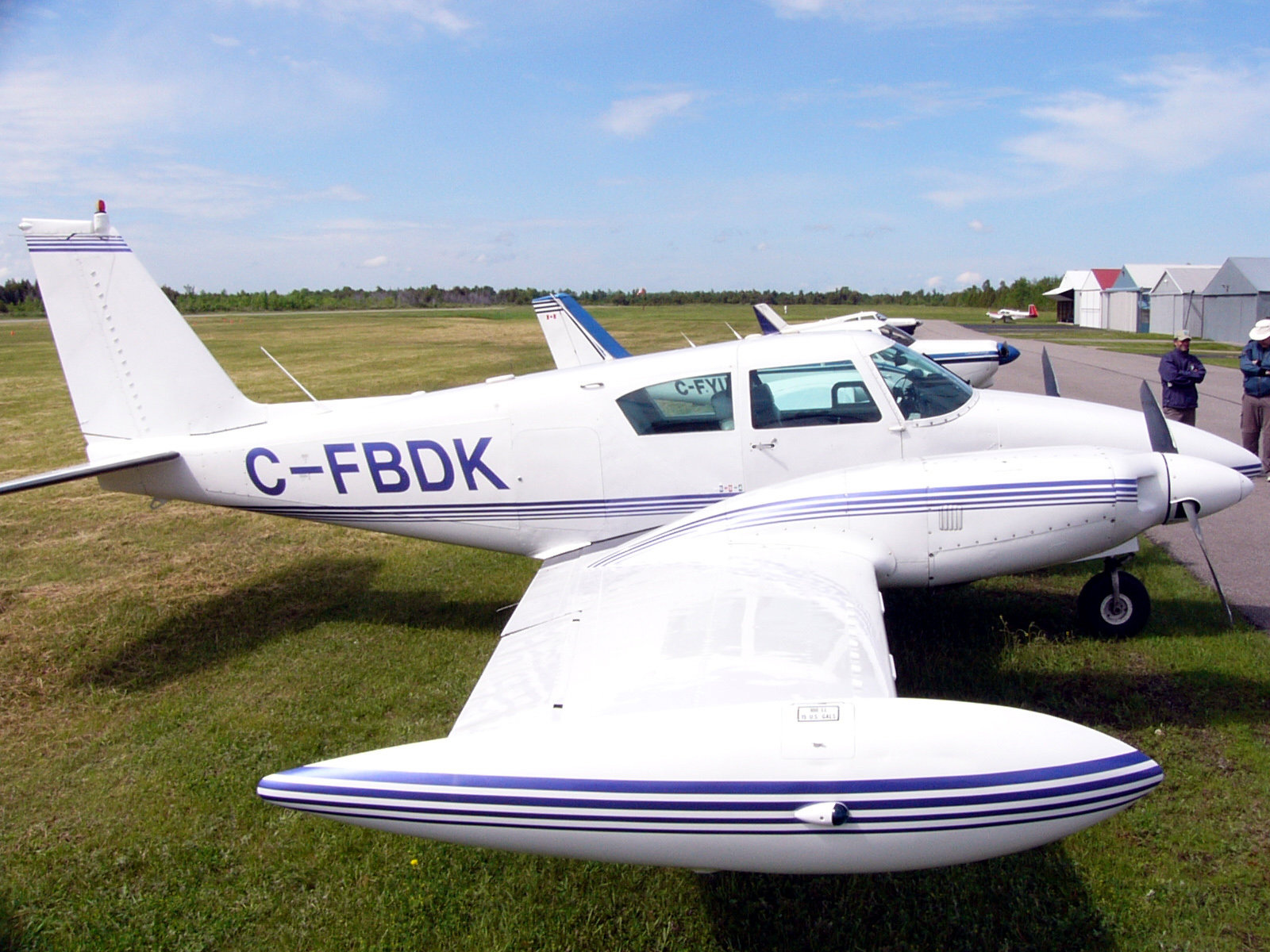
Turbo PA-30 con depósitos de punta alar y generadores de vórtice instalados.

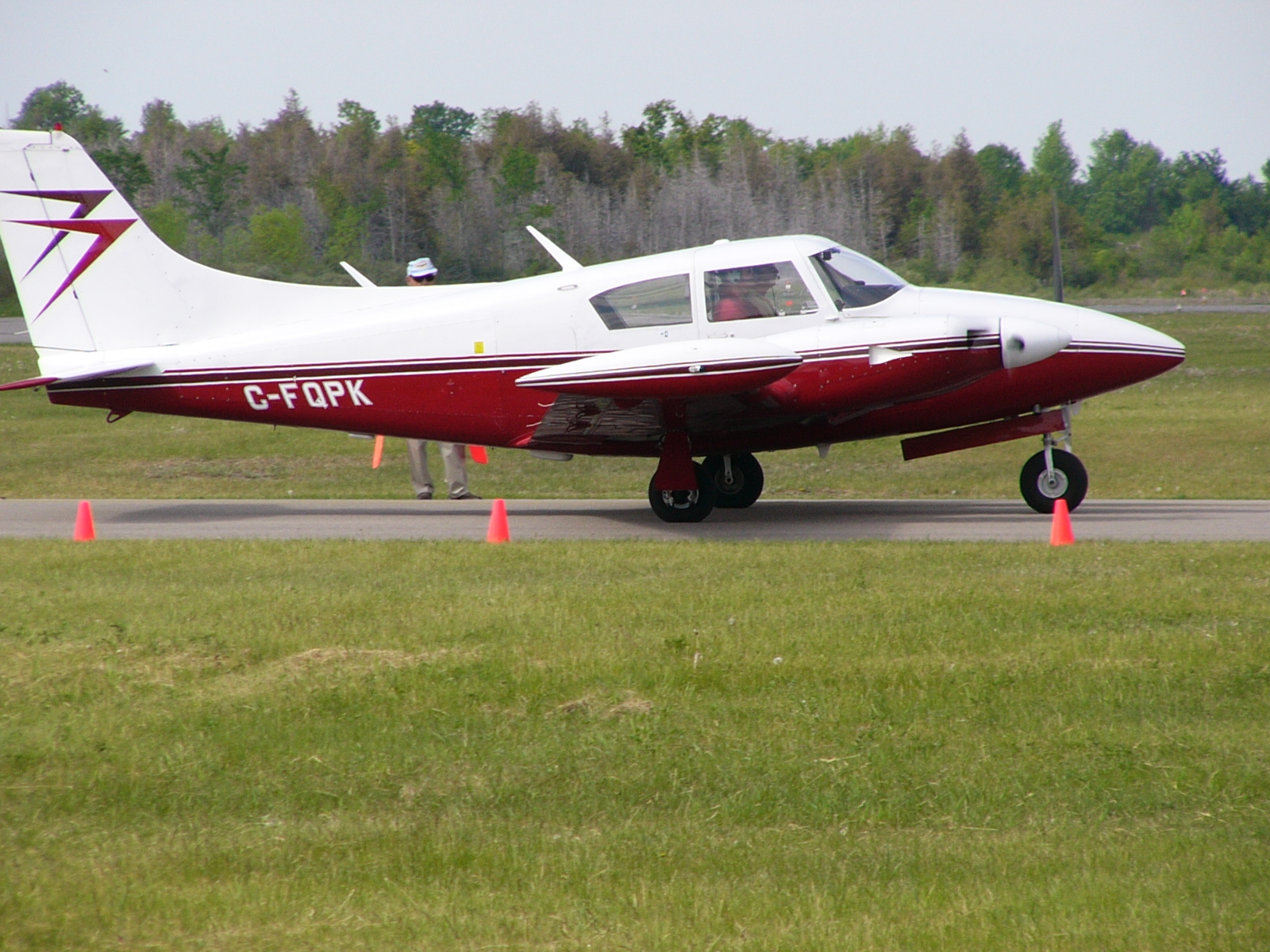
PA-30 Twin Comanche con aleta dorsal y tomas de aire en góndolas, modificados.

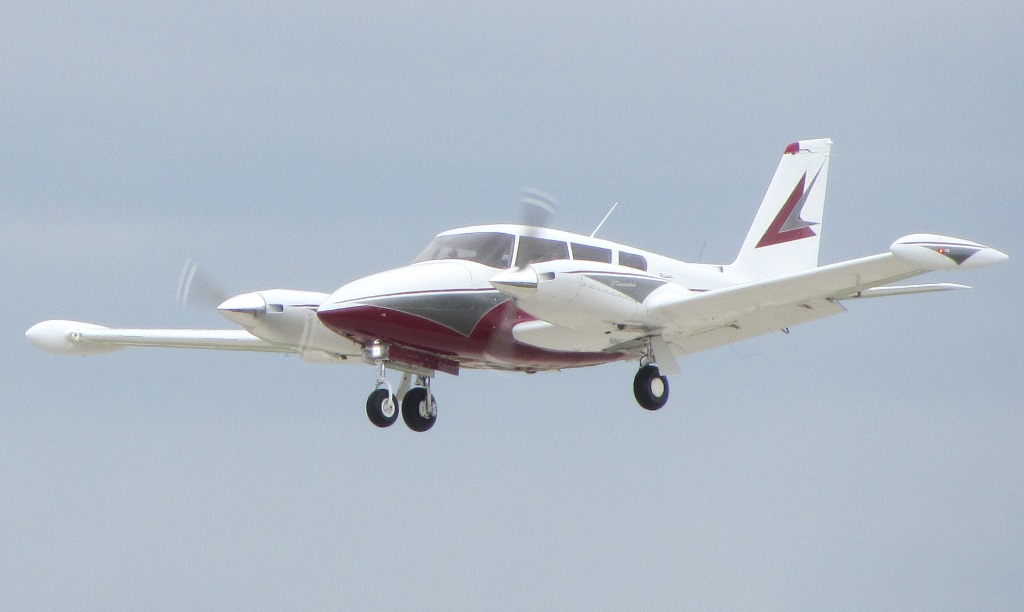
PA-30 Twin Comanche.

El Piper PA-30 Twin Comanche fue diseñado como una variante del PA-24 Comanche. Un complejo avión ligero, con tren de aterrizaje retráctil, acomodación de 4 (en los modelos originales) a 6 personas (en los finales), y velocidades de crucero de 160-210 mph con motores de 150-160 hp, competía contra los más potentes Cessna 310 y Beech Baron, y, más tarde, contra otros bimotores ligeros de Piper.
El Twin Comanche fue diseñado para reemplazar al Piper Apache en la línea de productos de la compañía. El prototipo fue convertido desde un Comanche monomotor por Ed Swearingen, que en esa época dirigía una instalación especializada en la modificación de aviones de producción. Un Comanche fue modificado con dos motores de cuatro cilindros Lycoming IO-320-B1A de 120 kW (160 hp) y voló por primera vez en San Antonio, Texas, el 12 de abril de 1961. El diseño fue designado PA-30 el 17 de marzo de 1962 y fue bautizado como Twin Comanche. El prototipo (matriculado N7000Y) fue construido en Lock Haven y voló por primera vez el 7 de noviembre de 1962. El Certificado de tipo de la FAA fue emitido el 5 de febrero de 1963, el primer avión de producción fue completado el 2 de abril del mismo año, y la primera entrega se realizó el 15 de julio.
El primer Twin Commanche B fue anunciado el 2 de septiembre de 1965, comenzando las entregas en noviembre del mismo año. El avión disponía de cambios menores, con dos asientos adicionales y una ventana de cabina extra a cada lado. Una versión turbosobrealimentada del Twin Comanche B estaba disponible con motores Lycoming IO-320-C1A de 120 kW (160 hp).
En 1966, el PA-30-200 fue desarrollada con motores de 200 hp; el prototipo voló por primera vez el 16 de enero de 1967, pero Piper decidió no poner la variante en producción. Tras la cancelación del PA-30-200, la compañía introdujo el Twin Comanche C. Disponía de nuevo interior, un esquema de pintura exterior diferente y mayor velocidad de crucero. Las primeras entregas de Twin Comanche C se realizaron en noviembre de 1968. El último PA-30 fue completado en Lock Haven el 5 de noviembre de 1969, cuando fue reemplazado en la línea por el PA-39.
Durante 1969 se probaron una serie de desarrollos, ideados para mejorar las características del PA-30, que resultaron en el Twin Comanche D con motores contrarrotativos, volando el primer prototipo el 23 de septiembre del mismo año. Por razones comerciales, el modelo fue redesignado como PA-39, y recibió el Certificado de Tipo de la FAA el 28 de noviembre de ese año. El primer avión de producción fue completado el 23 de diciembre de 1969.
El Twin Comanche fue producido en la misma línea de producción de Lock Haven, Pensilvania, que su primo monomotor; la producción finalizó cuando se inundó la factoría en 1972. Piper decidió en ese momento centrarse en su línea del igualmente popular Cherokee 140/180/235/Arrow, fabricada en Florida, y en su muy popular bimotor Seneca, que era esencialmente un Twin Cherokee Six. El Piper PA-40 Arapaho estaba previsto que reemplazara al PA-39 en el periodo 1973-74. Se fabricaron tres ejemplares, y el avión ya estaba totalmente certificado cuando se tomó la decisión de no seguir con la fabricación.

## Diseño
El Twin Comanche es un monoplano cantiléver de ala baja con tren de aterrizaje retráctil. Con depósitos de punta alar, el avión lleva 454 l de combustible. El consumo de combustible a crucero típico es aproximadamente de 58,7 l/h, con una velocidad de crucero de 165 kn. Asciende fácilmente a 5500 m (18 000 pies) a voluntad (7300 m (24 000 pies) con turbocompresor). Comparado con el Seminole, el Twin Comanche es más rápido, carga más, consume menos combustible, asciende más rápidamente y a más altitud, y es más silencioso. Comparado con el Seneca, que realmente es un avión bastante diferente, las diferencias más notables están en el manejo. Otro competidor contemporáneo del Twin Comanche fue el Beechcraft Travel Air. Un avión similar en forma y funciones fue el Gulfstream American GA-7 Cougar, que entró en producción después de que finalizara la del Comanche.

## Historia operacional
El Twin Comanche sufrió una serie de accidentes de pérdida de control por Vmc (Velocity Minimum Controllable, Velocidad Mínima Controlable) en los años 60 y principios de los 70. Inicialmente, la fijación se hizo sobre el diseño del avión y la FAA reaccionó emitiendo una directiva de aeronavegabilidad que cambiaba la velocidad Vmc, aunque no hubo cambios en la aerodinámica. Por esa época, un periodista de aviación muy conocido, Richard L. Collins, era muy crítico con los estándares de entrenamiento en polimotores de la FAA, que animaban a realizar inseguras demostraciones de Vmc a baja altitud. Collins apuntó en otro artículo del mismo año que un FBO (operador de base fija) había sufrido cuatro barrenas de Vmc fatales. Dos fueron con un Twin Comanche, una con un Beech Travel Air y una con un Beech Baron. No es sorprendente que el Twin Comanche tuviera un mayor número de accidentes, ya que se usaba con más frecuencia como avión de entrenamiento. La FAA realizó una serie de pruebas de vuelo con el Twin Comanche, y la NASA, pruebas de túnel de viento, y no encontraron una tendencia inusual a entrar en barrena más allá de lo que se esperaría, dado el flujo de las hélices girando normalmente.
En los años 70, la FAA cambió sus estándares de entrenamiento y requirió que los instructores de vuelo obtuvieran una calificación separada para instruir en polimotores. Los accidentes de Vmc se desvanecieron. En 1997, el Instituto de Seguridad Aérea de la Asociación de pilotos y propietarios de aeronaves (AOPA) publicó un informe de seguridad de los aviones Comanche, y concluyó que los Twin Comanche no mostraban una tendencia mayor de barrenas de Vmc que aviones comparables. Kristin Winter, un largo tiempo instructor, operador y entrenado investigador de accidentes del Twin Comanche, revisó los registros de la NTSB de un periodo de diez años que acababa en 2014 y concluyó que el informe del Instituto de Seguridad Aérea era correcto en sus conclusiones. De los seis accidentes de pérdida de control por motor único, la mayor parte resultó ser de pilotos con poca experiencia y entrenamiento deficiente.
El príncipe Guillermo de Gloucester compró un Twin Comanche y lo usó como avión personal durante varios años en los 60. Lo voló desde el Reino Unido hasta Nigeria, donde tenía un puesto diplomático; más tarde regresó con él al Reino Unido y lo voló hasta Japón, cuando ocupó un puesto diplomático en ese país.
Un Twin Comanche fue volado en las carreras aéreas francesas Arc en Ciel de 1992 y 1994. Es el único avión estadounidense en haber competido dos veces alrededor del mundo. En las carreras para pilotos expertos, el piloto de 1992 Marion P. Jayne (consagrado en el Pioneer Hall of Fame y en el 100 Aviation Hero for the First Century of Flight) y su hija Nancy Palozola acabaron en segundo lugar. En 1994, Jayne y su hija Patricia Jayne (Pat) Keefer ganaron la FAI Gold Medal en la que es, de lejos, la carrera más larga de la historia de más de 21 000 millas, volada del 1 al 24 de mayo de ese año. Con la aprobación de la FAA, el bimotor llevaba un total de 252 galones en once depósitos, y a máxima potencia recorrió más de 2100 millas sin paradas entre Marrakech, Marruecos, y Estambul, Turquía, en 11 horas y 19 minutos.
Todos los motores de Twin Comanche poseen grandes tiempos entre revisiones (2000 h para el B1A, 1800 para en IO-320-C1A) y han desarrollado una buena reputación de fiabilidad.
Tras una serie de accidentes relativos a pérdidas de control del piloto en vuelo con un solo motor (debido a fallo de motor, o en entrenamiento de pilotos bajo condiciones de fallo de motor), Piper vio necesario alterar el comportamiento del avión con un solo motor a baja velocidad (como al despegar o al aterrizar). El resultante PA-39 Twin Comanche C/R fue una versión modificada con motores contrarrotativos (para eliminar el "motor crítico" que, cuando fallaba, creaba el mayor riesgo de pérdida de control). El PA-39 reemplazó al PA-30 a principios de los años 70. Al menos un estudio comparativo de las tasas de accidentes entre los PA-30 y PA-39 indicó que las mismas para el contrarrotativo PA-39 eran de solo una tercera parte respecto a las del PA-30. Por consiguiente, Piper expandió el desarrollo de motores contrarrotativos a sus otros bimotores ligeros.
El 3 de noviembre de 2019, 80 PA-39 permanecían todavía en el registro de la Administración Federal de Aviación (FAA).

## Variantes
Se produjeron tres versiones del PA-30: la original, el modelo B y el modelo C. Los modelos B y C pueden llevar seis pasajeros y pueden ser identificados por las ventanas laterales adicionales. Los motores turbosobrealimentados de fábrica estuvieron disponibles con el modelo B. Los modelos turbo pueden ser identificados por la presencia de entradas de aire en los laterales de las góndolas. Estos usan turbocompresores Rajay con mandos manuales operados por manetas gemelas bajo el cuadrante del mando de gases. Se denominan correctamente "turbonormalizados", ya que la relación de compresión y la presión múltiple máxima se mantienen inalteradas. Se les solicita a los pilotos que se preocupen de evitar el abuso del turbo a baja altitud, dado que no se usan válvulas de corte de sobre uso. Como no hubo aumento de potencia, los modelos B/C solo le daban a los propietarios un intercambio de combustible-pasajero. Los dos asientos de más atrás, que ocupaban el compartimento de equipaje, eran bastante pequeños.
PA-30 Twin Comanche
Avión de cabina bimotor de cuatro asientos, propulsado por dos motores Lycoming IO-320-B1A de 119 kW (160 hp) en góndolas alares. El avión estaba disponible en cinco niveles de equipamiento:
- Standard.
- Custom (instrumentos adicionales).
- Executive (instrumentos adicionales y equipo de radio).
- Sportsman (interior y exterior Palm Beach y piloto automático AltiMaticII).
- Professional (panel completo IFR).

PA-30 Twin Comanche B
PA-30 con una tercera ventana de cabina a cada lado y un quinto o sexto asientos adicionales.
PA-30 Turbo Twin Comanche
Versión turbonormalizada del PA-30B Twin Comanche, propulsada por dos motores IO-320-C1A turbonormalizados por Rajay.
PA-30 Twin Comanche C
Twin Comanche B con nuevo panel de instrumentos e interruptores y otras variaciones menores. Versión turbonormalizada opcional.
PA-30-200
Variante experimental con dos motores Lycoming de 200 hp, uno construido.
PA-30-290
Variante experimental con dos motores Lycoming IO-540-G de 290 hp, uno convertido desde un prototipo PA-30.
PA-30 Twin Comanche D
Designación original para el PA-39.
PA-39 Twin Comanche C/R
PA-30 con motores contrarrotativos Lycoming IO-320-B1A de 160 hp y bordes de ataque alares modificados.
PA-39 Turbo Twin Comanche C/R
Versión turbosobrealimentada del PA-39 Twin Comanche C/R.
Piper PA-40 Arapaho
Versión desarrollada y totalmente certificada del PA-39 con ala enteramente diferente y extensas modificaciones del fuselaje. Solo tres prototipos construidos.

## Especificaciones (PA-39)
Referencia datos: Jane's All The World's Aircraft 1971–72

### Características generales
- Tripulación: Uno (piloto)
- Capacidad: 3-5 pasajeros
- Longitud: 7,7 m (25,2 ft)
- Envergadura: 11,2 m (36,8 ft) (incluyendo los depósitos de punta alar)
- Altura: 2,5 m (8,2 ft)
- Superficie alar: 16,5 m² (178 ft²)
- Perfil alar: NACA 642A215
- Peso vacío: 1030 kg (2270,1 lb)
- Peso máximo al despegue: 1690 kg (3724,8 lb)
- Planta motriz: 2× motor bóxer de cuatro cilindros refrigerado por aire Lycoming IO-320-B1A.
  - Potencia: 120 kW (165 HP; 163 CV) cada uno.
- Hélices: Bipala Hartzell HC-E2YL-27663-4
- Diámetro de la hélice: 1,83 m
- Alargamiento: 7,28:1
- Capacidad de combustible: 450 l (con depósitos de punta alar)

### Rendimiento
- Velocidad nunca excedida (Vne): 438 km/h (272 MPH; 237 kt)
- Velocidad máxima operativa (Vno): 330 km/h (205 MPH; 178 kt)
- Velocidad crucero (Vc): 286 km/h (178 MPH; 154 kt) (crucero de larga distancia)
- Velocidad de entrada en pérdida (Vs): 110 km/h (68 MPH; 59 kt) (flaps abajo, potencia apagada)
- Alcance: 1900 km (1026 nmi; 1181 mi)
- Techo de vuelo: 6100 m (20 013 ft)
- Régimen de ascenso: 7,4 m/s (1457 ft/min)
- Carrera de despegue para 15 m (50 pies): 470 m (1530 pies)
- Distancia de aterrizaje para 15 m (50 pies): 570 m (1870 pies)

## Aeronaves relacionadas

### Desarrollos relacionados
- Piper PA-24 Comanche

### Secuencias de designación
- Secuencia PA-_ (interna de Piper): ← PA-27 - PA-28 - PA-29 - PA-30 - PA-31 - PA-31T - PA-32 -- PA-35 - PA-36 - PA-38 - PA-39 - PA-40 - PA-41 - PA-42 →
- Secuencia E._ (Aeronaves de Escuela del Ejército del Aire español, 1954-1978): ← E.24 - E.25 - E.30 - E.31
- Secuencia E._ (Aeronaves de Escuela del Ejército del Aire español, 1978-presente): ← E.26 - E.27 - E.30 - E.31